# Бюргер, Карл-Гейнц
Карл-Гейнц Бюргер (нем. Karl-Heinz Bürger; 16 февраля 1904, Гюстров, Германская империя — 2 декабря 1988, Карлсбад, ФРГ) — оберфюрер СС, руководитель СС и полиции на Северном Кавказе и в Центральной Италии.

## Биография
Карл-Гейнц Бюргер родился 16 февраля 1904 года в семье пекаря. 9 ноября 1923 года принимал участие в Пивном путче. С 1924 по 1925 год учился на пилота, но обучение не завершил. Бюргер бросил учёбу на юридическом факультете после того как не сдал свой первый юридический экзамен. С 1928 года проходил программу обучения на учителя в университетах Мюнхена, Гамбурга и Ростока. Впоследствии работал учителем в народной школе в Шверине.
13 октября 1927 года вступил в НСДАП (билет № 68902). С 1930 года был членом национал-социалистического союза учителей и Гитлерюгенда. С 1932 году был депутатом в Мекленбургском ландтаге. В 1933 году был зачислен в ряды СС (№ 156309). В 1935 году поступил на службу в Главное управление СС по вопросам расы и поселения. С ноября 1938 по март 1940 года состоял в штабе юнкерской школы СС в Брауншвейге, где был учителем по идеологическому воспитанию. Бюргер затем был переведён в главное управление СС, где стал заместителем руководителя управления по обучению Иоахима Цезара. С июня 1940 по апрель 1941 служил в штабе обергруппенфюрера СС Августа Хайсмайера, где Бюргер возглавлял управление по образованию и экономике. Впоследствии был отправлен в оперативной штаб рейхсфюрера СС, где возглавил 4-й отдел (идеологическое воспитание, военная подготовка, организация досуга в воинских соединениях).
Из-за злоупотребления алкоголем он был отправлен на Восточный фронт. С конца августа 1942 года был руководителем СС и полиции на Северном Кавказе. С октября 1942 годы был руководителем СС и полиции «Авдеевка», а также участвовал в антипартизанских операциях на Волыни. С начала декабря 1943 и до конца войны был руководителем СС и полиции в Центральной Италии.

### После войны
Бюргер был арестован 13 мая 1945 года в Больцано. После освобождения из плена вернулся в Иббенбюрен и вновь работал учителем в народной школе. Умер в декабре 1988 в Карлсбаде.